# La farsa amorosa
La farsa amorosa è un'opera lirica (scene popolaresche in tre atti, 5 quadri e due intermezzi scenici) di Riccardo Zandonai su libretto di Arturo Rossato. L'opera fu rappresentata per la prima volta al Teatro dell'Opera di Roma il 22 febbraio 1933 sotto la regia di Marcello Govoni.

## Primi interpreti
Gli interpreti della prima rappresentazione furono:
| Ruolo          | Interprete          |
| -------------- | ------------------- |
| Don Ferrante   | Carmelo Maugeri     |
| Donna Mercedes | Sara Ungaro         |
| Frulla         | Alessio De Paolis   |
| Giacomino      | Adelio Zagonara     |
| Lucia          | Mafalda Favero      |
| Orsola         | Agnese Dubbini      |
| Renzo          | Nino Bertelli       |
| Spingarda      | Salvatore Baccaloni |

Direttore d'orchestra era lo stesso Zandonai.

## Trama e caratteristiche
L'opera, l'ultima di Zandonai, è basata sullo stesso romanzo che ispirò il balletto Il cappello a tre punte di Manuel de Falla e l'opera Der Corregidor di Hugo Wolf. La vicenda viene spostata in Lombardia pur mantenendo i nomi spagnoli.
Il libretto prevede anche la partecipazione di due asini, Ciccio e Checca, il cui intervento contribuisce a determinare il finale lieto della vicenda.